# Ladislav Legenstein
Ladislav Legenstein (Čakovec, 19. studenoga 1926.) je bivši hrvatsko-austrijski tenisač i hrvatski odbojkaš.

## Životopis
Rođen u Čakovcu. Oba su mu roditelja bili uspješni tenisači. Ladislav se također bavio tenisom u mladosti, uz nogomet i odbojku (OK Mladost Čakovec). Tenis je zaigrao na igralištu kraj svoje škole i usredotočio se na ovaj šport kad je pošao na studij u Zagreb. 1955. je godine napustio Jugoslaviju.
Travnja 1960. dobio je austrijsko državljanstvo jer je to pravo imao po podrijetlu svog oca.

## Naslovi i veliki turniri
Osvojio je prvi turnir Otvorenog prvenstva Nizozemske, održan Hilversumu 1957. godine. 1959. godine došao je do osmine finala Roland Garrosa. Pobjednik Kupa Rogers 1960. godine. 2007. godine prvak svjetskog prvenstva za seniore u kategoriji 80+.

## Vanjske poveznice
- Ladislav Legenstein  Arhivirana inačica izvorne stranice od 26. studenoga 2016. (Wayback Machine) na stranicama Međunarodne teniske federacije
- Ladislav Legenstein na stranicama Davisova kupa